# Iridopsis pandrosos
Iridopsis pandrosos là một loài bướm đêm trong họ Geometridae.